# Робертсон (Вайоминг)
Робертсон (англ. Robertson) — статистически обособленная местность, расположенная в округе Юинта (штат Вайоминг, США) с населением в 59 человек по статистическим данным переписи 2000 года.

## География
По данным Бюро переписи населения США, статистически обособленная местность Робертсон имеет общую площадь в 8,03 квадратных километров, водных ресурсов в черте населённого пункта не имеется.
Статистически обособленная местность Робертсон расположена на высоте 2221 метр над уровнем моря.

## Демография
По данным переписи населения 2000 года, в местности Робертсон проживало 59 человек, 18 семей, насчитывалось 23 домашних хозяйств и 36 жилых домов. Средняя плотность населения составляла около 7,3 человек на один квадратный километр. Расовый состав местности Робертсон по данным переписи распределился следующим образом: 96,61 % белых, 3,39 % — представителей смешанных рас.
Из 23 домашних хозяйств в 26,1 % — воспитывали детей в возрасте до 18 лет, 73,9 % представляли собой совместно проживающие супружеские пары, в 8,7 % семей женщины проживали без мужей, 17,4 % не имели семей. 13,0 % от общего числа семей на момент переписи жили самостоятельно, при этом 4,3 % составили одинокие пожилые люди в возрасте 65 лет и старше. Средний размер домашнего хозяйства составил 2,57 человек, а средний размер семьи — 2,84 человек.
Население статистически обособленной местности по возрастному диапазону по данным переписи 2000 года распределилось следующим образом: 25,4 % — жители младше 18 лет, 3,4 % — между 18 и 24 годами, 16,9 % — от 25 до 44 лет, 28,8 % — от 45 до 64 лет и 25,4 % — в возрасте 65 лет и старше. Средний возраст жителей составил 48 лет. На каждые 100 женщин в Робертсон приходилось 90,3 мужчин, при этом на каждые сто женщин 18 лет и старше приходилось 91,3 мужчин также старше 18 лет.
Средний доход на одно домашнее хозяйство в статистически обособленной местности составил 52 750 долларов США, а средний доход на одну семью — 31 875 долларов. При этом мужчины имели средний доход в 21 875 долларов США в год против 36 250 долларов среднегодового дохода у женщин. Доход на душу населения в статистически обособленной местности составил 17 432 доллара в год. Все семьи Робертсон имели доход, превышающий уровень бедности, 7,9 % от всей численности населения находилось на момент переписи населения за чертой бедности, при том все жители младше 18 и старше 65 лет имели совокупный доход, превышающий прожиточный минимум.